# Oxytropis shivai
Oxytropis shivai är en ärtväxtart som beskrevs av Aswal, Goel och Bishan N. Mehrotra. Oxytropis shivai ingår i släktet klovedlar, och familjen ärtväxter. Inga underarter finns listade i Catalogue of Life.